# Du lịch nha khoa
Du lịch nha khoa, còn gọi là kỳ nghỉ nha khoa (tiếng Anh: Dental tourism) là một nhánh của ngành du lịch chăm sóc sức khỏe. Du lịch nha khoa là hành vi các cá nhân tìm kiếm dịch vụ chăm sóc nha khoa bên ngoài hệ thống chăm sóc sức khỏe tại địa phương của họ và có thể kết hợp với các dịch vụ du lịch khác. Du lịch nha khoa đang phát triển trên toàn thế giới, khi thế giới ngày càng phụ thuộc và cạnh tranh, kỹ thuật, vật liệu và tiến bộ công nghệ lan rộng nhanh chóng, cho phép các nhà cung cấp dịch vụ nha khoa ở các nước đang phát triển đưa ra mức giá dịch vụ vô cùng cạnh tranh so với các công ty cùng ngành tại các nước phát triển.

## Động cơ du lịch
Trong khi khách du lịch nha khoa có thể đi du lịch vì nhiều lý do, sự lựa chọn của họ thường được thúc đẩy bởi sự chênh lệch giá cả. Sự khác biệt lớn về kinh tế của các quốc gia có biên giới chung là nền tảng lịch sử của ngành. Ví dụ bao gồm du lịch từ Áo đến Albania, Ukraine, Hungary, Slovakia, Slovenia, Bosnia, Bulgaria và Romania, từ Mỹ và Canada đến Mexico, Costa Rica, Ecuador và Peru, từ Cộng hòa Ireland đến Bắc Ireland, Hungary, Ukraine, Ba Lan, Bulgaria và Thổ Nhĩ Kỳ, và từ Úc đến Thái Lan, Ấn Độ, Việt Nam và các quốc gia khác ở Đông Nam Á và Trung Đông bao gồm Doha-Qatar. Mặc dù du lịch y tế thường được khái quát hóa để đi từ các nước thu nhập cao đến các nền kinh tế đang phát triển với chi phí thấp, các yếu tố khác có thể ảnh hưởng đến quyết định du lịch, bao gồm sự khác biệt giữa sự tài trợ cho chăm sóc sức khỏe cộng đồng hoặc khả năng tiếp cận đến các dịch vụ chăm sóc sức khỏe chung.

## Sự dịch chuyển của lao động
Đối với các quốc gia trong Liên minh Châu Âu, chất lượng nha khoa được yêu cầu phải đạt mức tối thiểu được phê duyệt bởi  Chính phủ mỗi quốc gia. Do đó, một nha sĩ đủ điều kiện ở một quốc gia có thể đăng ký ở bất kỳ quốc gia EU nào khác để hành nghề tại quốc gia đó, tạo ra sự di chuyển lịnh động hơn cho các nha sĩ (Điều này không chỉ áp dụng cho EU mà còn áp dụng rộng hơn cho Khu vực kinh tế châu Âu - EEA)  Hiệp hội Giáo dục Nha khoa ở Châu Âu (ADEE) có những nỗ lực tiêu chuẩn hóa để hài hòa các tiêu chuẩn châu Âu. Các đề xuất từ lực lượng đặc nhiệm về Đảm bảo chất lượng và điểm chuẩn của ADEE bao gồm việc giới thiệu các quy trình và hệ thống chứng nhận cho các trường đại học nha khoa EU cũng như các chương trình để tạo điều kiện cho sinh viên nha khoa hoàn thành một phần chương trình giáo dục của họ tại các trường nha khoa nước ngoài. Việc tiêu chuẩn hóa trình độ trong một khu vực đối ứng loại bỏ một trong những rào cản nhận thức cho sự phát triển của sự di chuyển của bệnh nhân trong khu vực đó.

## Giá cả và chất lượng
Khách du lịch nha khoa đi du lịch chủ yếu để tận dụng giá thấp hơn. Lý do chênh lệch về giá rất nhiều: các nha sĩ tại các nước đang phát triển có thể tận dụng chi phí cố định thấp hơn nhiều, chi phí lao động thấp hơn, ít sự can thiệp của chính phủ, chi phí giáo dục thấp hơn và chi phí bảo hiểm thấp hơn. Phần lớn các thủ tục quan liêu nhấn chìm các doanh nghiệp ở các nước phát triển đã bị loại bỏ ở nước ngoài, và các nha sĩ có thể tự do tập trung vào việc kinh doanh của họ. Mặt trái của vấn đề này là ít đòi hỏi pháp lý cho bệnh nhân khi có sự cố xảy ra, nhưng kết quả là các quy trình, chẳng hạn như implant nha khoa hay veneer sứ, đơn giản là ngoài tầm với của nhiều người trong các nước phát triển, được thực hiện với giá cả phải chăng ở các nước đang phát triển.
Phần lớn các cuộc tranh luận về du lịch nha khoa và du lịch y tế tại các trung tâm nói chung về câu hỏi liệu chênh lệch giá có ngụ ý sự khác biệt về chất lượng hay không. Một mối quan tâm khác là liệu các quy trình nha khoa phức tạp có thể được hoàn thành an toàn ở nước ngoài trong một khoảng thời gian tương đối ngắn, "cỡ kỳ nghỉ" hay không. Một vấn đề khác ảnh hưởng đến cuộc tranh luận này là việc thiếu một ủy ban kiểm tra độc lập về nha khoa tương tự như Joint Commission International.
Một nghiên cứu phân tích về dòng chảy bệnh nhân từ Vương quốc Anh và Ireland, hai nguồn khách du lịch nha khoa lớn. Cả hai quốc gia là đối tượng của một báo cáo từ Irish Competition Authority để xác định xem người tiêu dùng có nhận được giá trị từ nha sĩ của họ hay không. Ở cả hai quốc gia, các nha sĩ đều bị chỉ trích vì thiếu minh bạch về giá cả. Các nha sĩ đáp lại điều này là nha khoa không phù hợp với việc minh bạch giá cả: mỗi phương pháp điều trị sẽ khác nhau, một báo giá chính xác là không thể cho đến khi chẩn đoán cuối cùng được đưa ra. Do đó, bảng giá không đảm bảo chi phí cuối cùng.
Báo cáo năm 2007 của Cơ quan cạnh tranh  tại Cộng hòa Ailen đã chỉ trích nghề này về cách tiếp cận tăng số lượng nha sĩ và đào tạo các chuyên ngành nha khoa - chỉnh nha là một lĩnh vực đặc biệt quan tâm với việc đào tạo không thường xuyên và bị hạn chế ở một số nơi. Nguồn cung bị hạn chế hơn nữa khi các chuyên khoa nha khoa mới phát triển và các nha sĩ phản ứng với nhu cầu của người tiêu dùng đối với các sản phẩm nha khoa mới, làm loãng thêm các nhóm nha sĩ có sẵn cho bất kỳ quy trình nào.
Ngoài các vấn đề trên, có thể so sánh giá điều trị ở các quốc gia khác nhau. Với tính chất quốc tế của một số sản phẩm và thương hiệu, có thể đưa ra so sánh hợp lệ. Ví dụ, cùng một veneer sứ được làm trong phòng thí nghiệm ở Thụy Điển có thể lên tới 2500 AUD ở Úc, nhưng chỉ 1200 AUD ở Ấn Độ. Sự khác biệt về giá ở đây không thể giải thích được bằng cách tham khảo chi phí vật liệu.
Rõ ràng, việc chọn các quy trình điều trị nha khoa ở nước ngoài, ngay cả khi tính chi phí đi lại, vẫn có thể rẻ hơn đáng kể so với các quy trình tương tự ở nhà. Giá cả và trình độ của các nha sĩ có thể được nghiên cứu thông qua các trang web hoặc bằng cách liên hệ với các nha sĩ.
Một cân nhắc quan trọng khác là vị trí: nếu một người đi xa để làm thủ thuật nha khoa và có sự cố xảy ra, thì sẽ phải di chuyển một chặng đường dài để quay lại để sửa chữa vấn đề đó.
Nhiều Người Mỹ chọn đi đâu đó tương đối gần Mỹ, như San Salvador, Tijuana, Los Algodones, Tecate, Agua Prieta hoặc Lima. Do chiến tranh thuốc Mexico tại các thị trấn như Tijuana và Ciudad Juarez, phòng khám cách 1.000 dặm về phía nam của biên giới an toàn hơn  - Cabo San Lucas, San Jose del Cabo, Puerto Vallarta, Cancun, Playa del Carmen và Cozumel Mazatlan vv đã bắt đầu cung cấp phương pháp điều trị nha khoa lớn và nhỏ. Hơn 70 phần trăm bệnh nhân Mexico Mexico Hoa Kỳ đi từ các bang biên giới California, Texas hoặc Arizona.
Vì các quy trình thường yêu cầu nhiều bước, hoặc kiểm tra định kỳ, bệnh nhân có thể phải quay lại cùng một bác sĩ nhiều lần. Thông thường, một bệnh nhân mất hai chuyến đi để hoàn thành implant nha khoa. Chuyến đi đầu tiên là đặt trụ implant và mão tạm. Chuyến đi thứ hai thường là 4 đến 6 tháng sau khi implant đã tích hợp xương. Cấy ghép một ngày không được khuyến khích cho khách du lịch nha khoa do tỷ lệ thất bại cao hơn.
Khi kết hợp với một kỳ nghỉ, như tên gọi của nó, du lịch nha khoa có thể là một cơ hội để nhận được chăm sóc nha khoa chất lượng, chi phí thấp. Du lịch nha khoa dự kiến sẽ tiếp tục phát triển, vì người tiêu dùng đã dần dần cởi mở với các ý định tìm kiếm các lựa chọn chi phí thấp hơn.